# Xuwulong
Xuwulong („drak geologa Wang Jüe-Jun/Sü Wu“) byl býložravý dinosaurus ze skupiny Ornithopoda, zřejmě bazální hadrosauriform (vývojově primitivní příbuzný pozdějších kachnozobých dinosaurů). Před asi 125 až 100 miliony let obýval území dnešní Číny (provincie Kan-su).

## Objev a popis
Znám je podle fosilií kompletní lebky, téměř kompletní páteře a levého pánevního pletence. Tyto fosilie byly objeveny v sedimentech geologického souvrství Sia-kou, datovaného do období rané (spodní) křídy (stáří asi 123 až 113 milionů let). Tohoto ornitopodního dinosaura formálně popsali čínští paleontologové You Hailu, Li Daqing a Liu Weichang v roce 2011. Typový druh je X. yueluni. 
Délka tohoto ptakopánvého dinosaura činila asi 5 až 7 metrů a hmotnost se pohybovala kolem 650 kilogramů. Jednalo se tedy spíše o středně velkého zástupce hadrosauriformních ornitopodů.